# Gianluigi Chirizzi
Gianluigi Chirizzi né en 1944 en Sicile, est un acteur actif entre 1972 et 1981. 

## Biographie
Né en 1944 en Sicile, Gianluigi Chirizzi a suivi des cours de théâtre dans sa jeunesse et a fait ses débuts au cinéma en 1972 dans Roma, réalisé par Federico Fellini. L'année suivante, il joue Nuccio dans Malicia (Malizia), réalisé par Salvatore Samperi. Chirizzi est également remarqué pour ses performances dans des films érotiques italiens . Entre 1979 et le début des années 1980, il apparaît dans plusieurs films d'Andrea Bianchi : son rôle de Mark dans Le Manoir de la terreur (Le notti del terrore), un film d'horreur réalisé par Andrea Bianchi en 1981  face à l'actrice et mannequin Karin Well ( Wilma Truccolo), marque la fin de sa carrière d'acteur.

## Filmographie partielle
- 1972 : Fellini Roma (Roma) de Federico Fellini - Filippetto
- 1973 :  Malicia (Malizia) de Salvatore Samperi - Nuccio
- 1973 : Les Religieuses du Saint-Archange (Le monache di Sant'Arcangelo) de Domenico Paolella - Fernando
- 1974 : Nipoti miei diletti - Ipolito
- 1974 : La lycéenne découvre l'amour (La ragazzina) de Mario Imperoli - Leo
- 1975 : Couples impudiques (Blue Jeans) de Mario Imperoli - Sergio Prandi
- 1975 : Quella provincia maliziosa - Andrea
- 1976 : Atti impuri all'italiana - Roberto
- 1976 : La lycéenne se marie (Scandalo in famiglia) de Marcello Andrei - Severio
- 1980 : Les Filles du wagon-lit (La ragazza del vagone letto) de Ferdinando Baldi - Peter[1].
- 1981 : Le Manoir de la terreur (Le notti del terrore) d'Andrea Bianchi - Mark